# 加拿大共和国
加拿大共和国（英語：Republic of Canada）是1837年12月5日，在上加拿大叛乱的最后阶段，威廉·莱昂·麦肯齐于尼亚加拉河中的海军岛上宣布建立的未受国际普遍承认国家。